# 載崇
載崇（1826年—1876年）, 字㑺峯、隽峰，清宗室，和親王弘昼系第五代贝勒奕亨五子，侍郎散秩大臣輔國將軍。启功先生之高祖。

## 生平
道光六年丙戌五月廿六日酉時生，母側室康氏康玉成之女。兄載容接替父親成為和親王第六代。道光三十年十一月，載崇封授一等輔國將軍、授散秩大臣，咸豐四年四月奉旨著在乾清門行走，七年六月授內閣學士兼禮部侍郎銜，八年二月授正白旗漢軍副都統，四月調授鑲紅旗漢軍副都統，六月授鑾輿衛鑾輿使，七月署理右翼總兵，九年十月授吏部右侍郎，十年閏三月授正白旗護軍統領，同治元年三月署理鑲黃旗蒙古副都統，三年五月署理正紅旗滿洲副都統。七年，丁母憂。光緒二年丙子三月初五日子時卒，年50歲。

## 家庭
- 正妻富察氏，禮部尚書貴慶女，福建巡撫瑞璸、吏部郎中瑞琇妹。
- 繼妻薩爾圖克氏，世袭一等侯杭州将军桂轮之女
- 妾舒氏，舒芩之女。

### 子
- 溥善1853-  經筵講官、吏部左侍郎、鑲藍旗滿洲副都統管理幼官學事務、正藍旗總族長、備查壇廟大臣、查城大臣、國史館清文總校、稽察七倉大臣。光緒三十年八月派充左翼監督，十二月奉旨革職、仍留奉國將軍，內閣學士兼禮部侍郎銜。
- 溥良1854-1922  正一品光祿大夫、經筵講官、禮部尚書、對引大臣、管宴大臣、實録館總裁、稽察七倉大臣、參預政務大臣，察哈尔都统、奉國將軍，正藍旗總族長、正黃旗蒙古都統，愛新覺羅氏，載崇子，启功曾祖。
- 溥興1858-1907  正一品光祿大夫、刑部尚書兼正白旗漢軍都統，理藩院尚書，理藩院右侍郎兼正黃旗蒙古副都統，工部右侍郎兼管理錢法堂事務、總理衙門大臣上行走，愛新覺羅氏，溥良弟，載崇子。
- 溥元

### 親屬
- 岳父：貴慶，富察氏，道光時期禮部尚書，官經筵講官、禮部尚書、領侍衛內大臣、廂紅旗漢軍都統兼管太常寺鴻臚寺事務，正一品光祿大夫。太子少保成都將軍觀成子。
- 妻兄：瑞璸，富察氏，兵部侍郎兼都察院右副都御史、巡撫福建等處地方提督軍務兼理粮餉（福建巡抚）、代辦閩浙總督事務。从一品。
- 妻兄：瑞珍，富察氏，府經歷、閑散。
- 妻兄：瑞琇，富察氏，欽差管理寶源局監督吏部郎中，京察一等外放浙江嘉興府知府。